# Секеричи (Петриковский район)
Секеричи (бел. Сякерычы) — деревня в Колковском сельсовете Петриковского района Гомельской области Республики Беларусь.
На юге граничит с лесом.

## География
Расположена на северо-востоке Петриковского района, в границах Полесья. Средние высоты 129-130м. над уровнем моря. Согласно геоморфологическому районированию деревня находится в районе озаричской низины.

### Расположение
В 62 км на северо-восток от Петрикова, 38 км от железнодорожной станции Птичь (на линии Лунинец — Калинковичи), 191 км от Гомеля.

### Гидрография
На севере и западе мелиоративные каналы, с центральным Секеричским каналом.

## Транспортная сеть
Транспортные связи по просёлочной, затем автомобильной дороге Комаровичи — Птичь.  Главный путь к деревне лежит по гравийной автодороге Н4058. Вспомогательный путь Н4082. Планировка состоит из длинной изогнутой улицы (ул. Школьная), ориентированной с юго-запада на северо-восток, к которой с юга присоединяются 2 короткие улицы (ул. Солнечная, Ветеранов). Застройка двусторонняя, деревянная, усадебного типа.

## История
Согласно предположению, деревня первоначально могла возникнуть как поселение мастеров-оружейников, которые из местной болотной железной руды изготавливали боевые секиры для войска Великого Княжества Литовского в 13-15 веках.
По письменным же источникам известна с XVI века. В Литовской метрике 1552 года упоминается как село в Птичской волости Мозырского повета Минского воеводства Великого княжества Литовского, великокняжеская собственность. Насчитывалось 38 мужских душь облагаемых налогами, также упоминалось о наличии двух кузней.  В этот период села волости обязаны были отрабатывать одну неделю в году для постройки замка в Мозыре, а так-же мостов через все реки и болота на дороге Слуцк-Мозырь предоставляя конные повозки для перевозки грузов, а также обеспечивать посланцев (послов и гонцов) едой, ночлегом и другими необходимыми ресурсами. Зимой эти обязательства выполнялись жителями Секеричей.
Кроме того, деревня Секеричи уплачивала различные дани: 7 кадей мёда, 18 грошей за выкоту, 12 грошей за писчее, 8 безменов за тивунщину и за две кузни, ведро овса, курицу за полгроша, бохон хлеба за полгроша, 4 вощины за 4 гроши, 2 сыра, полбезмена масла и 3 копы грошей за бобров и куниц. Общая сумма дани составляла 7 кадей, 3 камени, 2 безмены и 3 копы 35 грошей. Также деревня платила езовщину в размере 8 грошей. 
После Ливонской Войны (1558-1583гг.) некоторые военачальники короля Стефана Батория в качестве награды получили государственные должности и земли в Мозырском повете, вероятно с этого времени Староством Якимовичским а с ним и Секеричами начинают управлять Еленские.
В 1717 г. вместе с соседней деревней Зублище платили 120 злотых гиберны (плата на содержание Войска Речи Посполитой в зимний период). В 1765 г. Владение мозырского подкоморного Михала Еленского который впоследствии передал свои владения племяннику Людвику Еленскому.
В 1766 году обозначена в составе Якимовичского староства, которым владел Людвик Еленский, плативший в казну кварту (четверть дохода на содержание армии) в размере 424 злотых и гиберны 495 злотых.
По инвентарю 1789 года обозначена в составе Якимовичского староства, королевская собственность.
После 2-го раздела Речи Посполитой (1793 год) в составе Российской империи. В 1795 году в Мозырском уезде Минской губернии. В том-же году обозначена на карте генерального межевания Речицкого повета как фольварк и деревня. В том же году отмечено что Ян Рафаилович Еленский владел селянами деревень Секеричи, Зублище, Погорелая Слобода (совр. Михайловское), Косейск (около Волосович), Волосовичи. Впоследствии после 2-го раздела Речи Посполитой Секеричи, вместе со староством Якимовичским перешли во владение Алапеусовых, а позже к Бекендорфам
В «Ревизских рассказах 1795 года» Секеричи упоминаются как деревня, где жили крестьяне, а также село, где жили представители чиншевой шляхты.
В начале XIX века в метрических книгах  Колковской Рождества-Богородичной церкви упоминалось об почти двух с половиной сотнях жителей деревень Секиричи и Секиричской Слободы, жили представители чиншевой шляхты- Довнаровичи.   
В 1813 году по не установленной причине, в деревне зафиксирована большая убыль населения в связи с массовой смертностью. Всего указывалось о не менее 46 скончавшихся в том году, преимущественно с марта по июль. Значительные демографические провалы наблюдались и в 1820-1830-х годах
В 1834-1836 годах деревня упоминается в материалах судебного дела по обвинению эконома имения Секеричи Н. Зубовича  в ложном доносе на священника Хроинской церкви П. Антоновича.
В 1846 году обозначена на карте Минской губернии Фитингофа как деревня имевшая до 20 дворов, в деревне обозначен помещичий двор и церковь.
В 1857 году в деревне Секеричи было 195 прихожан, а в Слободе 58 прихожан Православной церкви, так же в фольварке  проживало 10 прихожан Римско-Католической церкви. Указывалось что все жители являлись Славянами.
Обозначена на Военно-топографической карте 1866 года которая использовалась Западной мелиоративной Экспедицией.
В 1864 году в деревне обозначена приходская Петропавловская церковь. В 1879 году деревня обозначена в Колковском церковном приходе, имелась деревянная церковь. В 1883 году обозначен в деревне фольварк во владении Павла Голенищева Кутузова Толстого, который здесь имел во владении 414 десятин земли, межевые планы отводили деревне 1804 саженей длинны.
После Крестьянской реформы 1861 года жители стали активно выкупать земельные наделы. Уже на 01.01.1870 года в деревне было 88 душ крестьян- собственников земли
Посетивший эти места краевед и энциклопедист Александр Карлович Ельский в изданном в 1889 году географическом словаре царства Польского и других славянских стран описывал, что  деревня находилась при безымянном ручье — левом притоке р. Птичь. в Речицком уезде, 3-м полицейском округе Василевич, Крюковичской волости, Колковского православного прихода и была владением помещика Павла Голенищева Кутузова Толстого. Фольварку принадлежало до 500 волок лёгких почв. Отмечено что деревня состояла из 25 дворов, имелась церковь Петра и Павла. Автор отмечал, что на тот момент по периметру фольварка росли старые вековые липы, высаженные ещё Михалом Еленским, владевшим деревней в первой половине  XVIII века. Так-же отмечалось:  "... обширные леса вблизи деревни были вырублены купцом Голодцом, в этих лесах также росли редкие в этих краях пихты".
В 1898 году отмечена лесопильная фабрика, принадлежащая дворянину Голодцу, уроженцу Гомеля. На лесопильном производстве работали 22 вольнонаёмных рабочих.
В 1899 году Секеричское Крестьянское Товарищество домохозяев, численностью 51 домохозяйство, взяло ссуду в Крестьянском поземельном банке для выкупа  711 десятин и 2040 сажней земли вместе с лесом, у помещиков Ильи Осиповича и Юсифа Давидовича Джигита и их наследников владеаших имением Секеричи.  В 1900 году 2-е Секеричское Крестьянское Товарищество численностью 48 домохозяйств таким же образом выкупило еще 126 десятин земли у тех же помещиков
В 1880 -1890-е годы в этих местах работала Западная Мелиоративная Экспедиция, соорудившая систему каналов для стока воды в направлении реки Птичь- это положило начало мелиорации здешних мест.
В 1908 году в Крюковичской волости Речицкого уезда Минской губернии. Секеричи насчитывали 57 дворов, 552 жителя, имение Секеричи (т.е. Каневка) - 43 двора, 225 жителей.
В 1916 г. отмечена однолетняя школа, которая на тот момент временно не работала. В 1918 году в границах БНР.  В декабре 1919 года во время Польско-Большевистской войны в районе между деревнями Секеричи, Хвойня и Лучицы находилась линия фронта- происходили тяжелые бои, а некоторые жители деревни учавтвовали в партизанском движении.
На 01.07.1924 г. обозначена в составе Савичской волости, д. Секеричи имели 145 дворов- 718 жителей, д. Каневка: 47 дворов- 222 жителя. С 01.08.1924 г. в составе новообразованного Колковского сельского совета, Копаткевичского района, с 17.07. 1924 г. в Мозырском округе. В 1929г. отмечена школа, располагавшаяся на пересечении современных улиц Школьная и Ветеранов, неподолеку обозначены две деревянные ветряные мельницы 
В 1930 году организован колхоз «Красная деревня», работала кузница. С 1931 г. в Петриковском районе. С 25.06.1935 г. в Копаткевичской майоне, Мозырского округа, с 1938 г. Полесской области (центр г. Мозырь).
По данным карты километровки Белорусской ССР. 1936г. в околицах д. Секеричи отмечено более чем 90 хуторов в урочищах Млынок (Млинок), Заямное, Ляды, Солостьяново, Томари (Топоры), Ужевское, Боенишино, Клунское, Балафёново, Ходоплище, посёлок Хутор и мн. др. С 1936 года начался массовый, преимущественно насильственный процесс переселения жителей соседних хуторов в деревню и коллективизация. К началу 1940-х  завершилось укрупнение деревни, за счет стянутых хуторских дворов сформировались две новые улицы, д. Каневка утратила статус отдельного населенного пункта. 
В 1940г. Образовано Секеричское Лесничество.
Во время Великой Отечественной войны в деревне распологался немецкий опорный пункт, гарнизон, возникло военное кладбище. С января по июль 1944г. деревня находилась в прифронтовой зоне, а многие жители стали узниками Озаричского концентрационного лагеря. За время войны 80 жителей погибли на фронте, также погибли 45 мирных жителей деревни, было разрушено 88 домов.
В 1953 г. центр колхоза Чырвоная Вёска. Согласно переписи 1959 года в составе колхоза имени В. И. Ленина (центр — деревня Колки), проживало 467 жителей. С 1954 г. в Гомельской области. С 25.12.1962 г. в составе Петриковского района Гомельской области. Электрифицирована в начале 1960-х.
В 1970—1980 гг. около деревни производилась добыча торфа и мелиорация, что сформировало современный природный ландшафт местности. Добывался песок для местных нужд.
В 1974 году по типовому проекту 224-1-25 возведено двухэтажное кирпичное, общей площадью 1021 м², здание школы на 192 учащихся. (Секеричская Базовая Школа действовала до 2007г.)
В 1970-е - 1980-е годы активно развивалась инфраструктура- производилось централизованное строительство жилья для работников колхоза, были возведены здания школы, общественной бани, ФАПа, восстановлен сельский клуб, проложенны дороги с твёрдым покрытием, появился водопровод с сетью общественных колонок, общественные колодцы питьевой воды, проведена телефонная связь, также возведена новая молочно-товарная ферма и ряд других производственных объектов местного сельскохозяйственного предприятия.
В 1992г. для работников сельхозпредприятия было возведено еще несколько кирпичных домов.
На 01.01.1995 года в Секеричах 129 дворов и 285 жителей (в т.ч. 110 чел.- трудоспособные, 67- детей)
В 2002 г. введено в эксплуатацию новое здание общественной бани находившейся на балансе КСУП Ульянова, однако через несколько лет была закрыта.
В 2004 году согласно переписи в Секеричах 97 домохозяйств, 219 жителей.
В 2009 году согласно переписи 128 жителей.
В 2011 году в результате проводившихся раскопок эксгумированны останки 77 немецких солдат периода Второй Мировой Войны.
С 2014 года осуществляется активная ликвидация ветхого и аварийного жилищного фонда. К 2025 году снесено большинство таких зданий и сооружений, включая здания школы, бани и клуба.
На 2021 год 76 зданий числилось в государственном земельном кадастре
Ранее в деревне, в разное время  функционировали следующие учреждения и объекты: сельский клуб и библиотека, детский сад при базовой школе (действовал до 1996 года), общественная баня, Секеричское лесничество (в конце 1980-х годов перенесено в деревню Колки). Также работали хозяйственные объекты сельхоз предприятия, такие как мехдвор (до 2001 года), пилорама, свинокомплекс, кормозаготовительный цех и другие.
По состоянию на 01.01.2025 г. действуют фельдшерско-акушерский пункт и универсальный магазин Белкоопсоюза. Работает животноводческая ферма ОАО Челющевичи. Имеется водопровод, кабельные коммуникации, 3G связь обеспеченна неравномерно.

## Население

### Численность
- 2004 год — 97 хозяйств, 219 жителей.

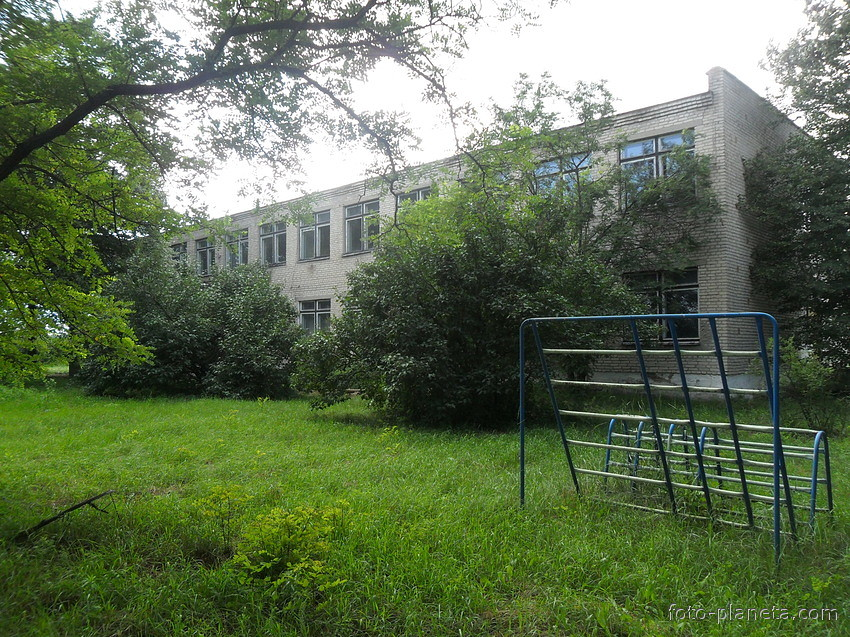
Здание Секеричской базовой школы (фото 2013г.)

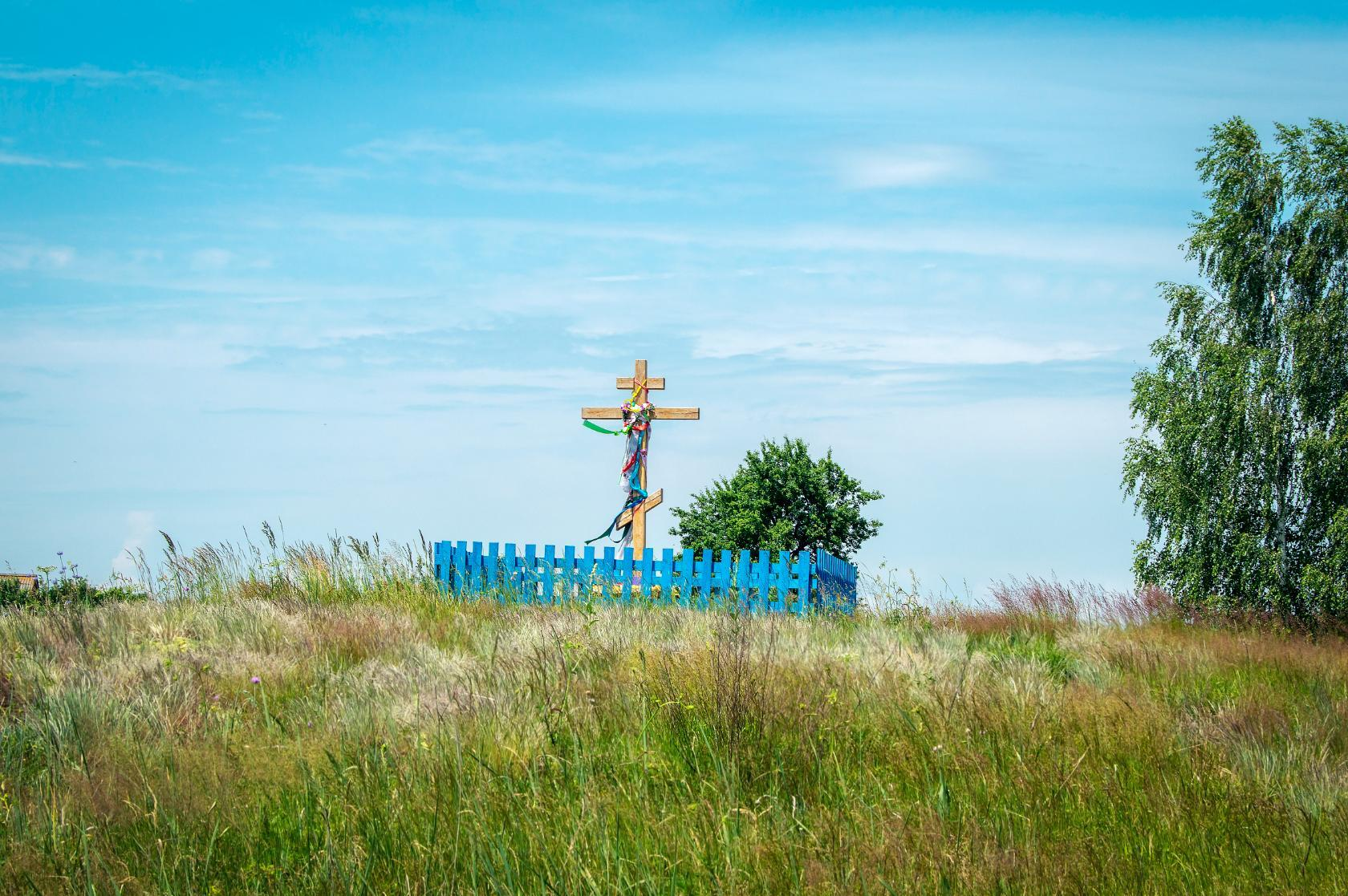
Крест на месте церкви (фото 2020г.)

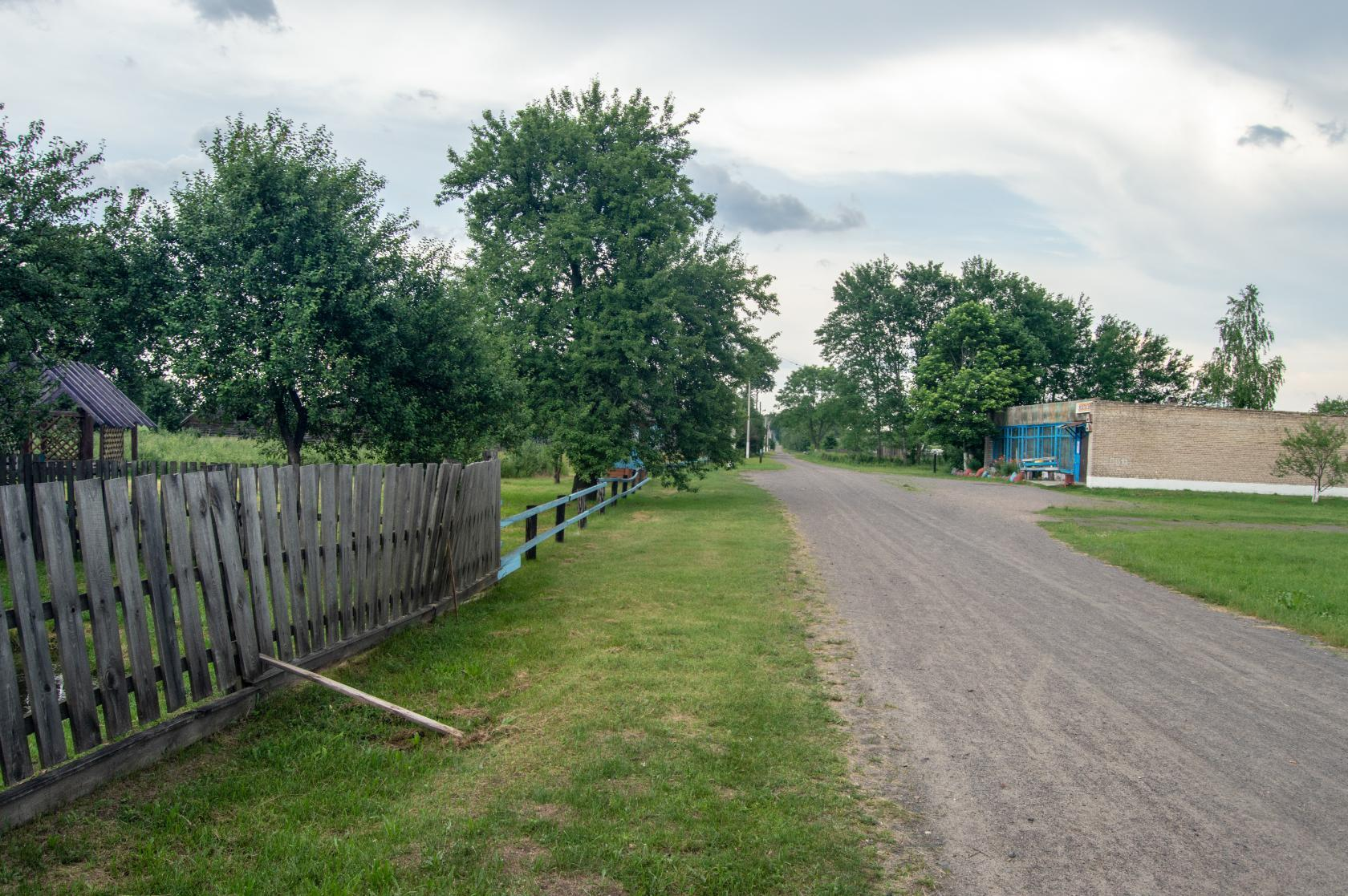
Улица в Секеричах и магазин. (фото 2020г.)

### Динамика
- 1552 год — 38 мужских душ [1]
- 1857 год — 263 прихожанина всех полов и конфесий.
- 1889 год — 25 дворов
- 1908 год — 57 дворов 552 жителя. имение Секеричи (т.н. Каневка) — 43 двора, 225 жителей.
- 1924 год —145 дворов 718 жителей, д. Каневка — 47 дворов 222 жителя
- 1925 год — 146 дворов.
- 1929 год — 188 дворов. (Секеричи — 139; Каневка — 49)
- 1941 год — 174 двора, 752 жителя; по другим данным 194 двора[18]
- конец 1940-х — 142 двора, 455 жителей.
- 1959 год — 467 жителей (согласно переписи).
- 1986 год — 340 жителей.
- 1995 год — 129 дворов 285 жителей (в т.ч. 110 чел.- трудоспособные, 67- детей)[12]
- 1999 год — 280 жителей.
- 2004 год — 97 хозяйств, 219 жителей.
- 2009 год — 128 жителей (согласно переписи).
- 2019 год- 86 жителей (согласно переписи).

## Язык и диалект
Смесь Белорусского и русского языков с примесью местных диалектарных слов. Деревня относятся к территории юго-западных белорусских диалектов, а в её составе к  Полесской группе говоров. Хорошо прослеживаются типичные особенности  юго-западного белорусского диалекта: аканье; всегда твёрдое произношение “р”; отсутствие окончания “-ць” в 3-м лице единственного числа глаголов первого спряжения: ідзе, нясе, бярэ; Звук “ы” после губных согласных переходит в “у”: “була” вместо “была”, “муло” вместо “мыло”. Характерно также влияние северного украинского наречия ("картопля", "мой чалавек", "астані" и т.д.). Однако эти особенности с течением времени приобретают все более архаичный характер и  встречаются в большей мере среди старшего населения. 

## Уроженцы
Балюс Иван Владимирович (25.06.1938) - Специалист в области создания систем электропитания космических аппаратов (“Фобос”, “Спектр”, ГЛОНАСС). Лауреат Государственной премии СССР (1988).
Цалко А.И 1912г.р..- Заслуженный учитель Беларуси

## Дополнительные сведения
- В Секеричах имелось еврейское население. Летом 1941 Секеричи заняли части вермахта. В августе 1941 года на кладбище было расстреляно 4 еврея.

- С 1932 по 1944 годы существовала железнодорожная станция и разъезд «Секеричи» в 12 км на северо-запад от деревни, на железнодорожной ветке Старушки-Рабкор-Бобруйск.
- На деревенском кладбище имеется захоронение неизвестного солдата № З375-497 от 07.1944г.

- В июле-августе 2011 года представителями гуманитарной организации «Народный союз Германии по уходу за военными могилами» и  52-го отдельного специализированного поискового батальона ВСРБ велись раскопки немецких захоронений в деревне Секеричи. В ходе раскопок найдены тела 77 немецких солдат, которые были перезахоронены на сборном немецком солдатском кладбище Щатково Бобруйского района. Часть найденых экспонатов была передана в краеведческий музей г. Петрикова.